# Институт общей и неорганической химии имени Н. С. Курнакова РАН
Институт общей и неорганической химии имени Н. С. Курнакова РАН (ИОНХ РАН) — химический институт Российской академии наук. Основан в Москве в 1934 году.
Основные научные направления ИОНХ РАН:
- Химическое строение и реакционная способность координационных соединений
- Синтез и изучение новых неорганических веществ и материалов
- Теоретические основы химической технологии и разработка эффективных химико-технологических процессов
- Методы и средства химического анализа и исследования веществ и материалов.

Институт является учредителем научных журналов: «Журнал неорганической химии», "Неорганические материалы", «Координационная химия», "Теоретические основы химической технологии".

## История

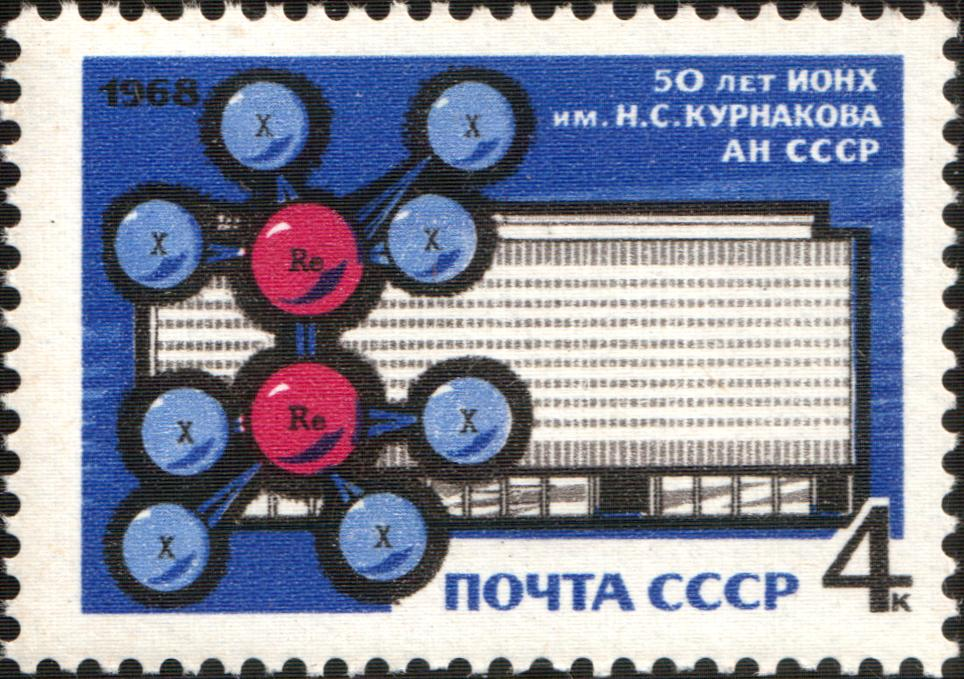
Марка СССР: Структура димерного аниона на фоне здания химического института. Серия: 50-летие Института общей и неорганической химии имени Николая Семёновича Курнакова

Указом императрицы Елизаветы Петровны от 1 июля 1746 года по прошению М. В. Ломоносова создана химическая лаборатория, первая по-настоящему научно-исследовательская химическая лаборатория в России. Химическая лаборатория, первое в России исследовательское учреждение химического профиля, поменявшее ряд помещений, имевшее много руководителей, причем разного уровня, пережившее периоды неустройства и забвения, тем не менее до 1918 года оставалась фактически единственной химической научной организацией Академии наук.
В 1919 году заведующим лабораторией был назначен Н. С. Курнаков. В 1924 г. в этом же здании В. Н. Ипатьевым была организована Лаборатория высоких давлений.
В 1924—1930 лаборатория была основной частью Химического института АН СССР, а с 1930 г. — называлась Лабораторией общей химии АН СССР.
В 1918 году Н. С. Курнаков создал в академии Институт физико-химического анализа, а Л. А. Чугаев — Институт по изучению платины и других благородных металлов (оба указанных института располагались в здании химической лаборатории).
В 1934 году в результате объединения Лаборатории общей химии, Института платины, Института физико-химического анализа и физико-химического отдела Лаборатории высоких давлений создан Институт общей и неорганической химии (ИОНХ), ставший одним из трех первых институтов АН СССР, образованных после переезда Академии в Москву.
В 1944 году назван именем первого директора Н. С. Курнакова. Институт проводит исследования по теоретической и экспериментальной неорганической химии, созданию новых материалов и теоретическим основам химической технологии. Институт входит в отделение химии и наук о материалах РАН.

### Руководство
Директора института, по году назначения:
- 1934 — Курнаков, Николай Семёнович
- 1941 — Черняев, Илья Ильич
- 1962 — Жаворонков, Николай Михайлович
- 1989 — Золотов, Юрий Александрович
- 1999 — Кузнецов, Николай Тимофеевич
- 2004 — Новоторцев, Владимир Михайлович
- 2015 — Иванов, Владимир Константинович

## Присуждение учёных степеней
Включён в Перечень ВУЗов и научных организаций, которые могут самостоятельно присуждать ученые степени кандидата и доктора наук вместо ВАК (19 вузов и 4 научные организации).